# Leccinum vulpinum
Il Leccinum vulpinum è un fungo della famiglia Boletaceae, simbionte di alcune conifere.

## Descrizione della specie

### Cappello
7-9 cm di diametro, prima emisferico, poi convesso o piano-convesso a maturità.
Margineinvoluto, con frange eccedenti fino a 6 millimetri, spesso assenti negli esemplari maturi.
Cuticolasolitamente bruno-rossastro scuro, con zone di un colore leggermente più chiaro, tomentosa o squamulosa.

### Tubuli
Adnati o sinuati, ventricosi, 10-16 mm di lunghezza, di colore marrone-grigiastro pallido, marrone-rosa, un po' più scuro al tocco.

### Pori
Circa 0,5 mm di diametro, concolori ai tubuli.

### Gambo
7-15 x 1,4 - 3,1 cm, cilindrico o subclavato, a volte fusiforme, biancastro, ricoperto di squame grigiastro scuro, lievemente vicino all'apice e più densamente alla base.

### Carne
Bianca, quasi immutabile al tocco, vira lentamente al grigiastro-nerastro con sfumature viola nel cappello e nella metà superiore del gambo, a volte con sfumature bluastre alla base dello stesso.
- Odore: subnullo.
- Sapore: dolce.

## Microscopia
Spore11-15,5 x 3,6-4,7 µm, fusiformi, di colore marrone pallido-violaceo in massa, con apice conico e una evidente depressione soprailare.
Basidi20,5-26,5 x 7,5-10,5 µm, clavati, lageniformi, ialini.
Pleurocistidispesso clavati o leggermente utriformi con un contenuto bruno-rossastro.
Caulocistidi20,5 - 42,5 x 9,5 - 16,0 µm, generalmente clavati, con apice ottuso o acuminato, con un contenuto di solito brunastro in KOH.

## Habitat
Cresce solitario o in gruppi in boschi di conifere soprattutto sotto Pinus e Picea.

## Commestibilità
Molto buona la carne dei cappelli; si raccomanda di scartare il gambo che è fibroso e squamoso.

## Sinonimi e binomi obsoleti
- Boletus vulpinus (Watling) Hlaváček, Mykologický Sborník 67(4-5): 113 (1990)
- Krombholziella vulpina (Watling) Šutara, Česká Mykol. 36(2): 83 (1982)
- Leccinum aurantiacum var. vulpinum (Watling) Pilát, Z. Pilzk. 31(1/2): 7 (1966) [1965]
- Polyporus vulpinus (Link) Fr., Systema mycologicum (Lundae) 1: 361 (1821)
- Xanthochrous vulpinus (Link) Bourdot & Galzin, Bull. trimest. Soc. mycol. Fr. 41: 202 (1925)

- Wikimedia Commons contiene immagini o altri file su Leccinum vulpinum